# Jack Ehrlich
Pour les articles homonymes, voir Ehrlich.
Ne doit pas être confondu avec Jake W. Ehrlich.
Jack Ehrlich, né le 6 avril 1930 à Berlin en Allemagne et mort le 28 décembre 2003 à Myrtle Beach en Caroline du Sud aux États-Unis, est un écrivain américain, auteur de roman policier et de western.

## Biographie
Après des études à l'université de Denver et l'obtention d'un diplôme à l'université de Syracuse en 1952, il est reporter au Newsday Inc. de 1955 à 1960, puis au New York Herald Tribune. Il reprend ses études de droit à la Brooklyn Law Scholl jusqu'en 1962 avant de devenir avocat. Il est ensuite successivement procureur en chef, district attorney et enquêteur du Comté de Suffolk dans l'État de New York.
À partir de 1958, il publie huit romans policiers, dont quatre ont pour héros l'officier de probation Robert W. Flick (rebaptisé Fleck dans la traduction française). À propos de Par la bande (Slow Burn), Claude Mesplède et Jean-Jacques Schleret affirment que « Ce roman est à tous points de vue une réussite. » Il publie également quatre westerns, dont Un révérend chez les cow-boys (The Fastest Gun Is the Pulpit), adapté pour la télévision en 1974 par Daniel Petrie.

## Œuvre

### Romans
- Revenge, 1958
- Parole, 1960
  - Un moment de faiblesse, Série noire no 688, 1962
- Slow Burn, 1961
  - Par la bande, Série noire no 751, 1962
- Cry Baby, 1962
  - L'Inviolée, Série noire no 779, 1963
- The Fastest Gun Is the Pulpit, 1972
  - Un révérend chez les cow-boys, Masque-western no 100, 1974
- The Drowning, 1972
- The Laramie River Crossing, 1973
- The Chatham Killing, 1976

## Filmographie

### Adaptations
- 1974 : The Gun and the Pulpit (en), adaptation de The Fastest Gun Is the Pulpit réalisée par Daniel Petrie

## Sources
- Claude Mesplède (dir.), Dictionnaire des littératures policières, vol. 1 : A - I, Nantes, Joseph K, coll. « Temps noir », 2007, 1054 p. (ISBN 978-2-910-68644-4, OCLC 315873251), p. 659.
- Claude Mesplède, Les années "Série noire" : bibliographie critique d'une collection policière, vol. 2 : 1959-1966, Amiens, Editions Encrage, coll. « Travaux » (no 17), 1993 (ISBN 978-2-906-38943-4).
- Claude Mesplède et Jean-Jacques Schleret, SN, voyage au bout de la Noire : inventaire de 732 auteurs et de leurs œuvres publiés en séries Noire et Blème : suivi d'une filmographie complète, Paris, Futuropolis, 1982, 476 p. (OCLC 11972030).